# Hookeriopsis crosbyi
Hookeriopsis crosbyi là một loài Rêu trong họ Hookeriaceae. Loài này được B.H. Allen mô tả khoa học đầu tiên năm 1987.